# عیسی پرتو
عیسی پرتو (زاده ۲۱ اردیبهشت ۱۳۶۴ - پل سفید) بازیکن فوتبال اهل ایران است.
وی سابقه بازی در تیم‌هایی همچون پرسپولیس قائم‌شهر، داماش تهران، داماش درود، شهرداری تبریز، سایپا شمال، نساجی مازندران، گل‌گهر سیرجان، مس کرمان، مس رفسنجان، ملوان انزلی و پارس جنوبی جم را در کارنامه دارد.